# حزب إيران الجديد
حزب إيران الجديد (بالفارسية: حزب ایران نو)، كان حزبًا قصير الأجل ذو توجه فاشي  ومقاوم لرجال الدين في إيران. تم تأسيس الحزب على يد عبد الحسين تيمورتاش في محاولة لتشكيل دولة الحزب الواحد وحشد الدعم للشاه رضا بهلوي، ولكن سرعان ما تم استبدال الحزب بفرعه حزب التقدم. 
لم يدم الحزب طويلاً. ضم معظم الأحزاب القائمة وأصبح غير عملي لأن الطامحين إلى المناصب كانوا حريصين على الانضمام إليه. في غضون بضعة أشهر، تسبب هذا في احتضار داخل الحزب، مما أدى في النهاية إلى حله. 